# 78-ма фольксштурмова дивізія (Третій Рейх)
78-ма фольксштурмова дивізія (Третій Рейх) (нім. 78. Volks-Sturm-Division) — особлива піхотна дивізія Вермахту за часів Другої світової війни.

## Історія
78-ма фольксштурмова дивізія створена 1 січня 1945 року шляхом перейменування 78-ї фольксгренадерської дивізії. Дивізія вела оборонні бої на території Верхньої Сілезії та Чехословаччини. 8 травня 1945 року капітулювала радянським військам у районі Дойче-Брода.

## Командування

### Командири
- генерал-лейтенант Гаральд фон Гіршфельд (нім. Harald von Hirschfeld) (1 — 18 січня 1945), загинув у бою;
- генерал-майор Вільгельм Нагель (нім. Wilhelm Nagel) (18 січня — 1 травня 1945);
- генерал-майор Еріх Гайсслер (нім. Erich Geißler) (1 — 8 травня 1945).

### Підпорядкованість
| Час      | Корпус       | Армія       | Група армій (округ) | Штаб           |
| -------- | ------------ | ----------- | ------------------- | -------------- |
| 1945     |              |             |                     |                |
| 1 січня  | XI корпус СС | 17-та армія | Група армій «A»     | Бжостек        |
| 21 січня | LIX ак       | 17-та армія | Група армій «A»     | Краків         |
| лютий    | XXXXIX гк    | 1-ша ТА     | Група армій «Центр» | Верхня Сілезія |
| квітень  | XXIV тк      | 1-ша ТА     | Група армій «Центр» | Моравія        |
| травень  | LXXII ак     | 1-ша ТА     | Група армій «Центр» | Богемія        |

## Склад
| 1944                                   |
| -------------------------------------- |
| 14-й штурмовий полк                    |
| 195-й штурмовий полк                   |
| 215-й штурмовий полк                   |
| 178-й артилерійський полк              |
| 78-й фузилерний батальйон              |
| 178-й протитанковий дивізіон           |
| 178-й інженерний батальйон             |
| 178-й дивізійний батальйон зв'язку     |
| 178-ме дивізійне управління постачання |

## Нагороджені дивізії
Нагороджені дивізії
Нагороджені Сертифікатом Пошани Головнокомандувача Сухопутних військ для військових формувань Вермахту за збитий літак противника
- 16 травня 1942 — 3-тя рота 195-го піхотного полку за дії 2 березня 1942 (133);
- 19 червня 1942 — 2-га рота 215-го піхотного полку за дії 17 квітня 1942 (164);
- 10 серпня 1942 — 62-га батарея 178-го артилерійського полку за дії 28 травня 1942 (195);
- 1 листопада 1943 — 1-ша транспортна рота 178-го командування дивізійного тилу за дії 15 липня 1943 (419);
- 1 травня 1944 — штабна рота 215-го штурмового полку за дії 12 грудня 1943 (474).

|  | Кавалери Нагрудного знаку ближнього бою в золоті                                                           | 1 |
|  | Кавалери Золотого Німецького Хреста                                                                        | 123 |
|  | Кавалери Срібного Німецького Хреста                                                                        | 1 |
|  | Кавалери Лицарського хреста Залізного хреста з Дубовим листям                                              | 2 (№ 309 обер-фельдфебель Йозеф Шрейбер — 05.10.1943 № 743 оберстлейтенант Георг Герхардт — 19.02.1945) |
|  | Кавалери Лицарського хреста Залізного хреста                                                               | 33 |
|  | Кавалери Почесної відзнаки Сухопутних військ «Почесна застібка на орденську стрічку для Сухопутних військ» | 30 |

- Нагороджені Сертифікатом Пошани Головнокомандувача Сухопутних військ (6)
- Нагороджені Сертифікатом Пошани Головнокомандувача Сухопутних військ за збитий літак противника (4)